# Kesikköprü
Kesikköprü ist ein Dorf im Landkreis Saraykent der türkischen Provinz Yozgat. Kesikköprü liegt etwa 87 km östlich der Provinzhauptstadt Yozgat und 32 km nordöstlich von Saraykent. Kesikköprü hatte laut der letzten Volkszählung 174 Einwohner (Stand Ende Dezember 2010). Die Bevölkerung besteht hauptsächlich aus Kurden und Tschetschenen.